# Igor Grossmann
Igor Grossman (3. listopadu 1924, Žilina – 4. srpna 2013, Bratislava) byl slovenský lékárník a fotograf, věnoval se reklamní, módní a průmyslové fotografii, tvořil portréty spisovatelů a hudebníků, fotografické cykly z cest.

## Životopis
Igor Grossmann působil v letech 1946 až 1966 jako lékárník v Žilině a v Rajci. V roce 1966 se rozhodl  proměnit svou vášeň pro fotografování v profesi. V letech 1970–1977 pracoval v nakladatelství Živena. Od roku 1977 pracoval oficiálně jako fotograf na volné noze. Působil jako deklarovaný reportážní fotograf, dále reklamní, průmyslový a módní fotograf, svými fotografiemi přispíval i do různých ilustrovaných časopisů. Grossmann měl syna a dvě dcery. Od roku 1969 žil a pracoval v Bratislavě.

## Dílo
Grossmann od 90. let shrnoval to, co černobíle dokumentoval ve venkovském prostředí svého bydliště v 50. a 60. letech 20. století pod tématem Slovenská dedina: krajiny slovenských hor a kopců (Západní Karpaty), vesnice z okolí Žiliny, ze severních oblastí Oravy a Liptova, z širší oblasti Vysokých Tater. Dokumentoval tradiční farmářské práce a kroje a zvyky na vesnicích.
Grossmann také pěstoval fotografii jako umění analogické malbě a grafice své generace. Pozornost vzbudily především jeho obrazové cykly O dřevě (1964-1965) a Proměny skla (Color, 1988).
Když Grossmann v letech 1964-1965 natočil svůj velký dokumentární seriál Die Taferlklassler (Die ABC-Schützen oder Die Erstkläsler), pracoval ještě zaměstnán jako lékárník.
V Bratislavě měl možnost portrétovat významné osobnosti slovenské kultury.
Grossmann také dokumentoval různá města (Bratislava, Paříž, Žilina atd.). Procestoval Rakousko, Francii, Itálii, Rumunsko a Arménii.

### Uznání
„Někteří fotografové brzy poznali, že se něco děje, a byli tam. S objektivy svých fotoaparátů a stříbrem na svých filmech zachytávali lidi, jejich pomíjivé ruce a tváře, jejich domy, pokoje, oblečení, jejich pracovní zvířata, jejich louky a pole, nástroje jejich práce, to, co bylo formativní a zásadní. Miliony dalších fotografovaly paláce a kostely, mosty a vrcholky hor, které dodnes stojí beze změny, několik chytřejších zachytilo to, co mělo brzy zemřít: Michael Bry v Latinské Americe, Flavio Faganello v Jižním Tyrolsku, Simon Moser v Severním Tyrolsku, Jindřich Štreit na Moravě, Arnold Odermatt ve Švýcarsku, před nimi Josef a František Seidelovi na Šumavě, Umberto Antonelli v Carnii a ve Friuli, Erika Groth-Schmachtenberger v Horním Bavorsku. Téměř každý region našel svého současného fotografického svědka. Bruno Mooser ze Straubingu putoval do Bavorského lesa a lékárník Igor Grossmann na severní a západní Slovensko." (Martin Ortmeier) 
Historik umění Aurel Hrabušický zařazuje dokumentární tvorbu Igora Grossmanna z hlediska dějin umění: „V 50. letech, v době hlubokých společenských změn, které provázely stalinský socialismus, jeho obrazy venkovského života, životního stylu ještě z velké části nedotčené vynucenými změnami., se stal nedobrovolný k demonstraci tradičních duchovních a civilizačních hodnot. Paradoxně někteří mladí umělci a architekti vycházeli z tradičních, tedy konzervativních hodnot venkovského života, aby oživili socialistickým realismem zruinované moderní slovenské umění. Grossmann si byl těchto aspirací dobře vědom, sám hledal motivy odpovídající těmto hodnotám nejprve v Rajci, později i na dalších místech středního Slovenska. " 

### Výstavy
- 1996 Žilina (galerie Klasik Žilina), od 26. září 1996 do 3. ledna 1997: "Výstava fotografií 1953–1965"
- 2004 Paříž (Institut Français Bratislava), od 9. února do 5. března: „Igor Grossmann – Paříž. Les moments d'un jour ordinaire - Paříž. Okamihy všedního dne"
- 2004 Bratislava (Slovenské národné múzeum Bratislava), od 26. října do 21. listopadu: „IGOR GROSSMANN FOTOGRAFIE 1950–1990“
- 2009 Pasov, kaple svaté Anny (Umělecký spolek Pasov), od 19. června do 12. července: Úzkost historie a rozlehlost venkovského světa. Fotografie Igor Grossmann a Bruno Mooser (kurátor: Dr. Martin Ortmeier ; sponzorováno Nadací Ernsta Pietscha Deggendorf a Kulturní nadací Dolního Bavorska)
- 2010 Finsterau (skanzen Finsterau), od 20. února do 30. května: Úzkost historie a rozlehlost venkovského světa. Fotografie Igor Grossmann a Bruno Mooser (kurátor: Dr. Martin Ortmeier)

Vystavoval fotografie z 50. a 60. let (v Pasově a Finsterau). Století z venkova Slovenska a venkova Dolního Bavorska. K dispozici byly tisky obou fotografů z fotoarchivu skanzenu Finsterau a díla z portfolií obou fotografů. Maloplošná strukturovaná krajina před scelováním půdy a kolektivizací, venkovské zvyky, kroje, farmářské práce, mezilidské vztahy a fyziognomie, lidé a zvířata byla prezentována ve zhruba 140 strašidelných dobových historických dokumentech.
- 2013 Bratislava (v rámci fotografického festivalu "Měsíc fotografie"), od 30. října do 30. listopadu: "Zaujatí krásou - padesátá léta ve slovenské dokumentární fotografii - Igor Grossmann"

Grossmannova dokumentární fotografie byla zařazena (2013 v Bratislavě) do jeho tvůrčího prostředí; ze starší generace Karol Kállay, Kamil Vyskočil, Anton Šmotlák, Jozef Nový, Igor a další, z mladší Ján Cifra, Juraj Šajmovič, Miro Gregor, Alexander Strelinger a další. 

### Publikace
- Igor Grossmann: Obrazy odviate časom, Bratislava 2000, ISBN 80-88973-03-1

Další díla a skupiny prací dokumentují ilustrované knihy: Metamorfózy skla (1988), Oravské ozveny ve fotografiích a Osobnosti slovenskej kultúry. Včera a dnes – divadlo, literatúra, výtvarné umenie, hudba a spev (2008).